# Jorge Arce
Jorge Armando Arce Armenta (Los Mochis, 27 luglio 1979) è un pugile messicano.
Soprannominato El Travieso (in italiano il malizioso), è stato campione mondiale WBO e WBC dei pesi minimosca, WBC dei pesi mosca e WBA dei supermosca.

## Origini
Jorge Arce è nato a Los Mochis, Sinaloa, in una famiglia numerosa consistente in 11 fratelli e 4 sorelle.

## Carriera

### Gli inizi
Arce è passato al professionismo all'età di 16 anni e ha vinto i suoi primi 4 match. In seguito ha perso contro il futuro campione Omar Romero e pareggiato con Gabriel Munoz nel 1996. Tuttavia dopo la breve interruzione negativa è tornato a vincere altre 10 volte, conquistando anche dei titoli regionali, prima di perdere contro l'esperto (e futuro campione IBF dei minimosca) Víctor Burgos il 12 dicembre 1997.
Dopo la sconfitta subita da Burgos, Arce si è ripreso, inanellando una nuova striscia di 4 vittorie consecutive e conquistando la possibilità di strappare il titolo WBO dei pesi minimosca il 4 dicembre 1998 contro Juan Domingo Cordoba. Alla fine dei conti Arce è emerso vincitore, diventando campione del mondo a soli 19 anni. Archiviato il successo su Cordoba, è arrivato il turno di Salvatore Fanni, all'epoca con un record di 32-7-2. I due si sono affrontati al Palazzetto dello sport di Sassari il 17 aprile 1999. Fanni si è dovuto arrendere alla 6ª ripresa per profondi tagli subiti, decretando la vittoria di Jorge per KO tecnico. Al momento dell'interruzione i cartellini erano tutti in favore dell'atleta messicano: 49-46, 48-47 e 49-45.

### Il big match con Carbajal
Il 31 luglio 1999 si è svolto il big match contro l'ex 3 volte campione Michael Carbajal, a Tijuana, per il titolo mondiale di Arce. Avanti su tutti e tre i cartellini dopo 10 round, all'11ª ripresa Jorge ha dovuto subire l'aggressiva rimonta dell'avversario, che dopo averlo colpito con un letale destro ha costretto l'arbitro a interrompere il match, poiché il Travieso non era più in grado di continuare la gara. Arce ha così dovuto cedere la sua corona dei minimosca a Carbajal.
Nel 2002 ha conquistato il titolo WBC dei minimosca battendo per Kot il sudcoreano Choi Yo-sam.